# Chris Hinze
Chris Hinze (né le 30 juin 1938 à Hilversum) est un flûtiste néerlandais de jazz et rock avant-gardiste. Au total, Chris Hinze compte un total de plus de 60 albums.

## Biographie
Hinze commence à jouer du piano à l'âge de 12 ans. Il voyage en Europe pendant plusieurs années jusqu'à ce qu'il décide d'aller au Conservatoire royal de La Haye pour apprendre à jouer de la flûte. Il obtient une bourse du prestigieux Berklee College of Music de Boston, où il enregistre les albums baroque et jazz Telemann My Way et Vivat Vivaldi.
Hinze remporte plusieurs prix musicaux, dont le prix Beethoven de la ville de Bonn pour la composition Live Music Now pour 42 musiciens qu'il avait écrite pour le Holland Festival en 1972. Il remporte également le prix Italia pour sa production Mangala, qui le fait connaître à la radio et à la télévision néerlandaises. Entre 1972 et 1982, il reçoit trois Edisons.
Hinze joue avec plusieurs légendes de la musique, telles que Peter Tosh et Toots Thielemans, et joue et improvisé avec des musiciens de cultures et de styles musicaux différents, notamment en Indonésie, en Inde, au Japon et en Amérique du Sud. À la fin d'une tournée en Asie en 1994, Hinze est invité à McLeod Ganj par le Dalaï-lama Tenzin Gyatso. Il utilise des extraits de l'interview enregistrée sur son CD Tibet Impressions. Deux morceaux sont utilisés par Junkie XL pour des remixes ambient house en 1994. Ces deux productions marquent le début d'une collaboration fructueuse entre les deux musiciens.
Depuis 1994, il vit sur l'île d'Ibiza.
En 2007, Chris Hinze travaille sur l'album Tibet Impressions vol.3 et entame une tournée avec le rappeur Raymzter, avec lequel il avait précédemment enregistré le clip Fighting in the Schoolyard, et avec la chanteuse Rajae El Mouhandiz.
En 2010, il réalise une composition sur Bonaire et Curaçao, et se  produit à partir de novembre avec le spectacle de théâtre Tibet to Tangier. 

## Discographie notable
- 1969 : The Present Is Past (Chris Hinze / Dick vd Capelle Trio)
- 1969 : Finch Eye
- 2008 : Live In Concert (CD-DVD)